# Vindhya-Supergruppe
Die Vindhya-Supergruppe ist ein mächtiger geologischer Schichtenverband des Proterozoikums im zentralen Indien. In ihr sind einschließlich Schichtlücken über 1000 Millionen Jahre Erdgeschichte dokumentiert.

## Etymologie

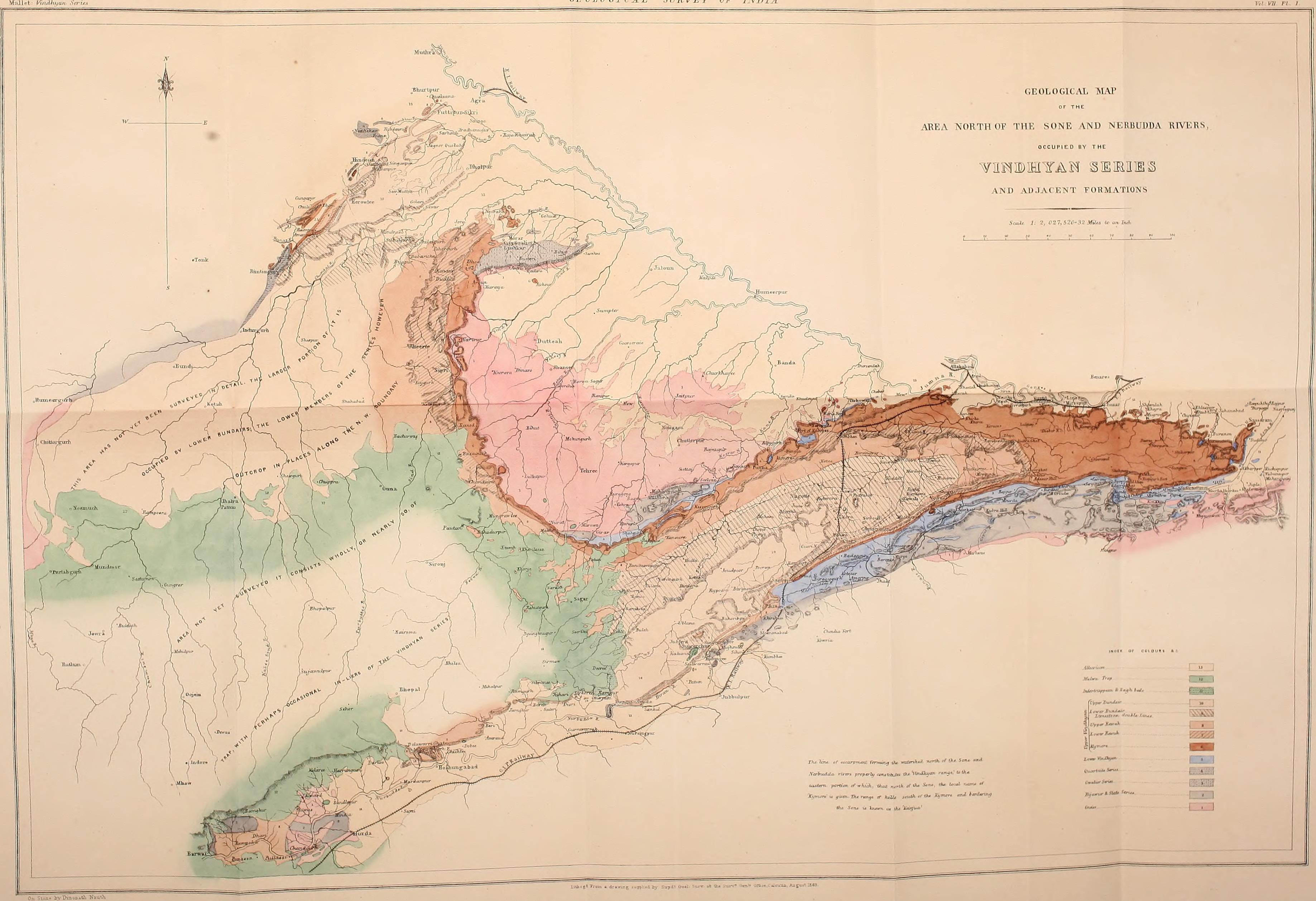
Geologische Karte von 1871 der Vindhya-Supergruppe

Die Vindhya-Supergruppe, Englisch Vindhyan Supergroup, ist nach dem Vindhyagebirge benannt. Vindhya (विन्ध्य) leitet sich von dem Sanskritwort vaindh (sperren, blockieren) ab.

## Vorkommen
Die Supergruppe nimmt eine Oberfläche von 105.000 Quadratkilometer ein und erstreckt sich ausgehend vom indischen Bundesstaat Bihar im Osten über Chhattisgarh, Madhya Pradesh und Uttar Pradesh nach Rajasthan im Westen.

## Geologischer Hintergrund
An der Wende vom Archaikum zum Proterozoikum um 2500 Millionen Jahre BP hatte sich der Aravalli-Kraton durch postorogene Granitintrusionen stabilisiert. Die verdickte kontinentale Kruste des Kratons wurde anschließend durch Riftvorgänge wieder reduziert. In die so entstandenen Gräben lagerten sich zu Beginn des Proterozoikums die sedimentären Abfolgen der Bijawar-Gruppe und der Mahakoshal-Gruppe ab, die aber – im Unterschied zur Vindhya-Supergruppe – später verformt und metamorphosiert wurden.  Hiernach erfolgte gegen Ende des Paläoproterozoikums die Sedimentation der Vindhya-Superguppe in einem Ost-West-verlaufenden Riftsystem. Der Riftvorgang war von rechtsseitiger Scherung begleitet, die sekundäre Nordwest-Südost-orientierte Grabensysteme induzierte.

## Beschreibung

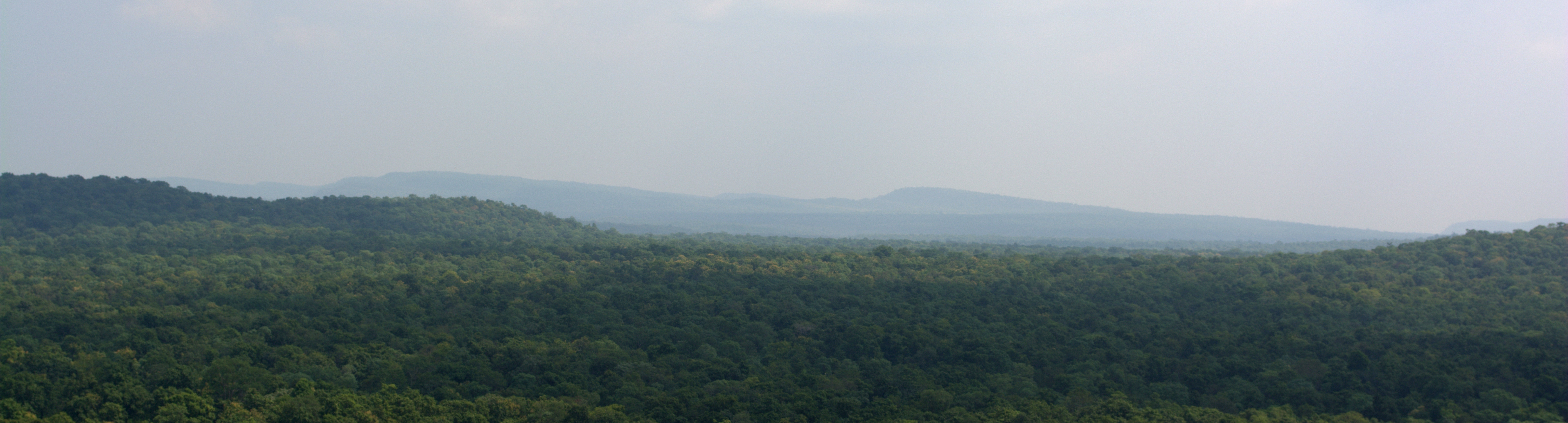
Das Vindhyagebirge bei Bhimbetka

Die großteils flachliegenden, bis zu 4500 Meter mächtigen Sedimente der Vindhya-Supergruppe  wurden im Verlauf des Proterozoikums in einem intrakratonischen Rift-Becken abgelagert. Das Becken war in Ost-West-Richtung orientiert und nach Westen zum Meer geöffnet. Die Paläoströmung verlief generell nach Nordwesten, was auf ein südwärts gelegenes kontinentales Abtragungsgebiet verweist. Das damalige Paläoklima dürfte warm und feucht gewesen sein.
Die vorwiegend marinen Sedimente wurden nicht sehr tief versenkt und sind daher auch nicht metamorph überprägt. Nur am Westrand des Beckens wurden sie leicht verfaltet und gestört. Die Sedimentation erfolgte nicht einheitlich, so zeigt die Supergruppe zwischen dem Ostrand des Beckens (im Tal des Son) und dem Westrand (im Tal des Chambal) große Mächtigkeits- und Faziesunterschiede.

## Lithographie
Zur Ablagerung kamen überwiegend reife Sandsteine, Schiefertone, intraformationelle Konglomerate (selten), Porzellanite (hervorgegangen aus Vulkaniklastika), Kalke, Dolomite und Phosphorite.
Die Supergruppe kann in vier Gruppen unterteilt werden. Dies sind vom Hangenden zum Liegenden:
- Bhander-Gruppe
- Rewa-Gruppe
- Kaimar-Gruppe
- Semri-Gruppe

Die im Zeitraum 1800 bis 1600 Millionen Jahre BP (Statherium) gebildete Semri-Gruppe wird auch als Unteres Vindhya bezeichnet, die darüberfolgenden drei Gruppen werden zum Oberen Vindhya zusammengefasst. Die Sedimentation endete mit der Bhander-Gruppe im Neoproterozoikum zwischen 700 und 600 Millionen Jahren BP. Unteres und Oberes Vindhya werden durch eine Diskordanz voneinander getrennt. Das Untere Vindhya repräsentiert ein unruhiges, von seismischen Vorgängen gezeichnetes Riftstadium, wohingegen im Oberen Vindhya wesentlich ruhigere Sedimentationsbedingungen eingekehrt waren und das Becken jetzt nur noch langsam absackte (Englisch: sag basin).
Die Vindhya-Supergruppe überlagert die Bijawar-Gruppe und das metamorphe Grundgebirge des Bundelkhand-Granit-Gneis-Komplexes diskordant. Sie wird ihrerseits von der Gondwana-Supergruppe (an ihrem Südrand), den Sedimenten der Lameta-Gruppe und den Basalten des Dekkan-Trapp überdeckt. Ihr Nordrand wird von Alluvium der Ganges-Ebene verhüllt.

## Fossilgehalt
Die Vindhya-Supergruppe zeichnet sich durch reichhaltige Stromatolithenfunde aus. Zugegen sind aber auch Sporen, Acritarchen, Algen, primitive Brachiopoden, vaskuläre Pflanzen und Ichnofossilien.
Die Sedimente des Unteren Vindhya sind ein spektakuläres Fenster für Biota des ausgehenden Paläoproterozoikums. Insbesondere die Phosphorite im Tirohan-Kalk mit ihrer erstaunlichen Erhaltung lieferten mehrzellige Eukaryoten (Algenfilamente), die 400 bis 600 Millionen Jahre älter sein dürften als bisher bekannte Funde. Die Formation ist wie viele der karbonatischen Horizonte in der Vindhya-Supergruppe sehr reich an Stromatolithen und enthält beispielsweise die Gattungen Baikalica, Collenia, Colonella, Conophyton und Kussiella.